# 수행평가
수행평가(遂行評價)란 제시된 학습 과제를 학생이 직접 해결하게 하여 수행 과정과 결과를 평가하는 것을 뜻한다. 대한민국에서는 1999년부터 초등학교와 중학교, 고등학교에 도입되었으며 창의력과 실제문제 해결능력 배양을 목표로 한다. 리포트 작성, 발표, 포트폴리오 구성, 듣기 (영어), 말하기 (영어, 국어, 일본어), 조별과제 등 다양한 형태로 수행평가를 할 수 있다.

## 관련 문헌
- 국어과 수행평가와 포트폴리오 천경록| 교육과학사| 2001.12.10 | 342p | ISBN : 8982875697[1]
- 수행평가의 이론적 기초 배호순| 학지사| 2000.06.01 | 350p | ISBN : 8975484750
- 영어과 수행평가의 이론과 실제 최연희| 한국문화사| 2000.07.01 | 220p | ISBN : 8977357489